# Karsten Wellert
Karsten Wellert (* 22. November 1977 in Dachau) ist ein deutscher Radio-Manager.

## Leben
Seine berufliche Laufbahn begann er im Jahr 2000 beim Münchner Lokalsender Radio Gong 96.3. Dort moderierte er mit Mike Thiel die Morgensendung „Mike-Thiel-Show“ und war außerdem Programmverantwortlicher. 2011 wechselte er in die Morgensendung von Antenne Bayern mit Wolfgang Leikermoser. Bei Deutschlands größtem Privatsender absolvierte Wellert verschiedene Stationen. Am Ende war er verantwortlich für die Online- und Social-Media-Aktivitäten der Sendergruppe und zusätzlich stellvertretender Chefredakteur von Antenne Bayern.
Seit Oktober 2021 ist Karsten Wellert Geschäftsführer (CEO) und Programmdirektor des baden-Württembergischen Bereichssenders Radio 7.